# Camara Phyllis Jones
Camara Phyllis Jones (São Francisco, 16 de agosto de 1955) é uma médica, epidemiologista e ativista anti-racismo americana especializada nos efeitos do racismo e das desigualdades sociais na saúde. Ela é conhecida por seu trabalho na definição de Racismo institucional mediado pessoalmente e racismo internalizado no contexto das relações raciais modernas dos Estados Unidos. Durante a pandemia de COVID-19, Jones chamou a atenção para o motivo pelo qual o racismo, e não a raça, é um fator de risco e pediu ações para lidar com o racismo estrutural.

## Infância e educação
Camara Phyllis Jones nasceu em 16 de agosto de 1955 em San Francisco, Califórnia. Após sua formatura no ensino médio, Jones recebeu seu bacharelado em biologia molecular no Wellesley College em 1976. Ela então obteve seu MD na Escola de Medicina da Universidade de Stanford em 1981 e seu MPH na Escola de Higiene e Saúde Pública Johns Hopkins no ano seguinte. Depois de receber seu diploma de medicina, ela completou o treinamento de residência em 1983 para Medicina Preventiva Geral no Johns Hopkins e completou um segundo treinamento de residência em 1986 em Medicina Familiar no Montefiore Medical Center. Ela obteve seu Ph.D. em epidemiologia pela Johns Hopkins School of Hygiene and Public Health em 1995. O título de sua dissertação era Métodos para Comparar Distribuições: Desenvolvimento e Aplicação Explorando as Diferenças Associadas à "Raça" na Pressão Arterial Sistólica.

## Carreira
O trabalho de Jones se concentra em nomear, medir e abordar os impactos do racismo na saúde e no bem-estar. Para ilustrar os efeitos do racismo, Jones costuma usar alegorias ou histórias, como The Gardener's Tale, que ela compartilhou em um artigo de 2000 no American Journal of Public Health e em uma palestra TEDx que deu em 2014. Junto com co-autores, ela escreveu um capítulo sobre Action and Allegories para o livro da American Public Health Association, Racism: Science & Tools for the Public Health Professional.
Jones foi Radcliffe Fellow de 2019–2020 no Radcliffe Institute for Advanced Study da Universidade de Harvard. Como bolsista Radcliffe, ela está desenvolvendo ferramentas para inspirar, equipar e engajar todos os americanos em uma campanha nacional contra o racismo. Ela é ex-presidente da American Public Health Association (2015–2016) e membro sênior do Satcher Health Leadership Institute e do Cardiovascular Research Institute da Morehouse School of Medicine. Ela foi médica e diretora de pesquisa sobre Determinantes Sociais de Saúde e Equidade no Centro de Controle e Prevenção de Doenças (2000–2014).
Jones proferiu sete discursos de formatura desde 2013 na UNC Gillings School of Global Public Health (2018), University of Minnesota School of Public Health (2017), Southern Illinois University School of Medicine (2017), CUNY School of Medicine (2017), UCSF School of Medicine (2016), UC Berkeley School of Public Health (2016) e University of Washington School of Public Health (2013). Em 2016, ela recebeu o título honorário de Doutor em Ciências pela Escola de Medicina Icahn no Monte Sinai.

## Nomeações como docente
Após a conclusão de sua residência em medicina familiar no Montefiore Medical Center, Jones ocupou o cargo de professora assistente visitante no Departamento de Saúde Comunitária e Medicina Social da City University of New York Medical School de 1986 a 1987. Sua primeira cátedra foi na Harvard School of Public Health, onde ocupou o cargo de professora assistente nos Departamentos de Saúde e Comportamento Social, Epidemiologia e Divisão de Prática de Saúde Pública de 1994 a 2000.
Em 2003, Jones foi nomeada professora adjunta da Morehouse School of Medicine no Departamento de Saúde Comunitária e Medicina Preventiva, e em 2004 foi nomeada professora adjunta da Rollins School of Public Health da Emory University no Departamento de Ciências Comportamentais e Educação em Saúde e no Departamento de Epidemiologia. Ela continua a ocupar esses dois cargos até hoje.
Em 2012, Jones foi professor visitante no Meharry Medical College como parte do programa Scholars-in-Residence do Robert Wood Johnson Foundation Center for Health Policy.
Ela também foi "Professora Visitante de Myron e Margaret Winegarden" na Universidade de Michigan-Flint no Departamento de Saúde Pública e Ciências da Saúde de 2016 a 2017.

## Cargos hospitalares
Jones foi nomeada Residente-Chefe em Clínica Familiar no Hospital Montefiore de 1985 a 1986. Seu próximo cargo em instituição
hospitalar foi no período de 1994 a 1996 no Brigham and Women's Hospital como Pesquisadora Associada em Medicina.

## Prêmios e honrarias
- (2019): 2019–2020 Radcliffe Fellow: Radcliffe Institute for Advanced Study na Harvard University[10]* (2019): Prêmio Chanchlani de Pesquisa em Saúde Global: McMaster University[18]
- (2018): Wellesley Alumnae Achievement Award[7]
- (2018): SOPHE Honorary Fellow: Society for Public Health Education[19]
- (2018): Cato T. Laurencin MD, PhD Distinguished Research Award: W. Montague Cobb/NMA Health Institute National Medical Association[7]
- (2018): Prêmio Progressive Change Maker: New Leaders Council Atlanta
- (2018): Prêmio de Justiça Social Frances Borden-Hubbard: The Springfield Adolescent Health Project[7]
- (2018): Prêmio Louise Stokes Health Advocacy: National Medical Association[7]
- (2017): Richard e Barbara Hansen Prêmio de Liderança: Faculdade de Saúde Pública da Universidade de Iowa
- (2017): Outstanding Woman Leader in Healthcare Award: Leadership Summit for Women in Academic Medicine and Healthcare University of Michigan
- (2016): Prêmio Shirley Nathan Pulliam Health Equity Leadership: Escola de Saúde Pública da Universidade de Maryland e Departamento de Saúde e Higiene Mental de Maryland[7]
- (2016): Myron e Margaret Winegarden Professor Visitante: University of Michigan–Flint
- (2016): Membro Honorário da Royal Society for Public Health em 2016
- (2016): Prêmio Paul Cornely: Health Activist Dinner American Public Health Association[7]
- (2016): Doutor em Ciências (honoris causa): Icahn School of Medicine at Mount Sinai
- (2016): 2016 Jonathan M. Mann Palestrante: Fundação dos Centros de Controle e Prevenção de Doenças (CDC)
- (2014): Associação Americana de Saúde Pública :
  - Presidente eleito (2014–2015)
  - Presidente (2015–2016)
  - Ex-presidente imediato (2016–2017)
- (2012): Pesquisador Sênior em Disparidades de Saúde: W. Montague Cobb/National Medical Association (NMA) Health Institute
- (2011): John Snow Award- Seção de Epidemiologia: American Public Health Association e Royal Society for Public Health[7]
- (2010): Prêmio de Serviços Distintos: Associação Médica do Estado da Geórgia
- (2010): Citação Presidencial: Society for Public Health Education
- (2009): Hildrus A. Poindexter Distinguished Service Award: Black Caucus of Health Workers, American Public Health Association[7]
- (2009): Nomeado, Charles C. Shepard Science Award: Centros de Controle e Prevenção de Doenças (CDC)
  - Nomeados na categoria "Avaliação e Epidemiologia" pela publicação:Jones, CP; Truman, BI; Elam-Evans, LD; Jones, CA; Jones, CY; Jiles, R; Rumisha, SF; Perry, GS (2008). «Using "Socially Assigned Race" to Probe White Advantages in Health Status». Ethnicity & Disease. 18 (4): 496–504. PMID 19157256 "Usando 'raça socialmente atribuída' para sondar vantagens brancas no estado de saúde". Etnicidade &amp; Doença. 18 (4): 496–504. PMID 19157256.
- (2006): Fulbright Senior Specialists Roster: Departamento de Estado dos Estados Unidos, Bureau of Educational and Cultural Affairs
- (2006): Eleito membro inaugural do Conselho Nacional de Examinadores de Saúde Pública
- (2003): Prêmio David Satcher: Associação de Diretores Estaduais e Territoriais de Promoção da Saúde e Educação em Saúde Pública[7]

## Trabalhos e publicações selecionados
- Jones, CP (2000). «Levels of racism: a theoretic framework and a gardener's tale». American Journal of Public Health. 90 (8): 1212–1215. PMC 1446334. PMID 10936998. doi:10.2105/AJPH.90.8.1212
- Jones, CP (2002). «Confronting Institutionalized Racism». Phylon. 50 (1/2): 7–22. JSTOR 4149999. doi:10.2307/4149999
- Jones, CP; Jones, CY; Perry, GS; Barclay, G; Jones, CA (2009). «Addressing the Social Determinants of Children's Health: A Cliff Analogy». Journal of Health Care for the Poor and Underserved. 20 (4): 1–12. PMID 20168027. doi:10.1353/hpu.0.0228
- Jones, CP (2014). «Systems of Power, Axes of Inequity: Parallels, Intersections, Braiding the Strands». Medical Care. 52 (10 Suppl 3): S71–S75. PMID 25215922. doi:10.1097/MLR.0000000000000216
- Jones, CP (2018). «Toward the Science and Practice of Anti-Racism: Launching a National Campaign Against Racism». Ethnicity & Disease. 28 (Suppl 1): 231–234. PMC 6092166. PMID 30116091. doi:10.18865/ed.28.S1.231